# 第32回ブルーリボン賞 (鉄道)

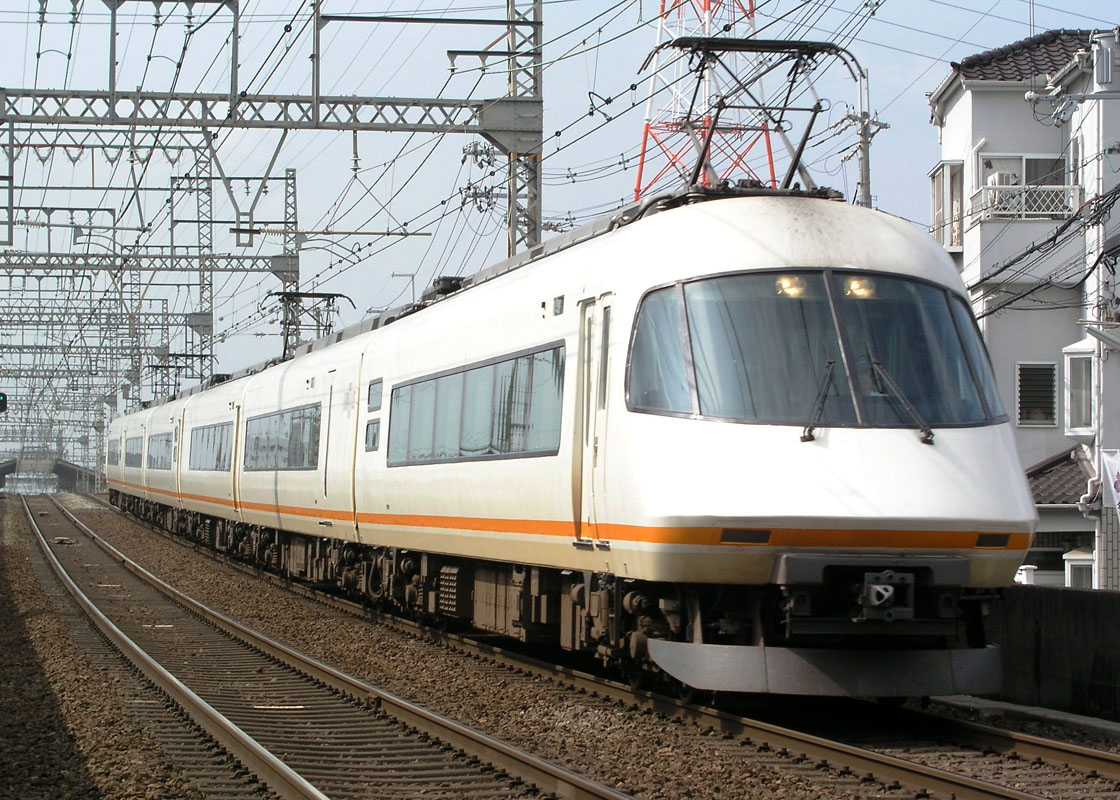
第32回ブルーリボン賞
近鉄21000系

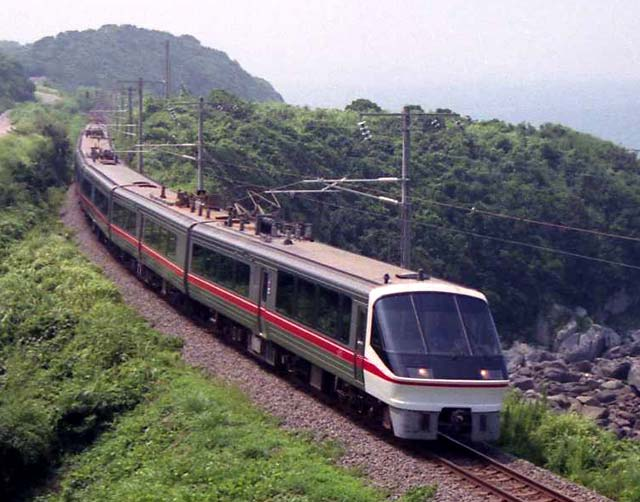
第29回ローレル賞
JR九州783系

第32回ブルーリボン賞（だい32かいブルーリボンしょう）は、1989年に鉄道友の会が選定したブルーリボン賞である。本項では、第29回ローレル賞（だい29かいローレルしょう）についても併せて記す。

## 概要
日本国内で使用する鉄道・軌道車両のうち、1988年1月1日から12月31日までの間に日本国内で営業運転に就いた新形式車両またはそれとみなせる車両で、候補車両決定の時点で現に営業をしていることを概ねの要件とする選定候補車両62車種のなかから、ブルーリボン賞・ローレル賞各1形式が選定された。
なお、候補車両62車種は、2022年現在、歴代ブルーリボン賞の候補車両数では最も多い。

## 選定車両

### ブルーリボン賞
- 近畿日本鉄道 21000系電車
  - 有効投票数5452票のうち最高得票の1397票により選定。

### ローレル賞
- 九州旅客鉄道 783系電車

## 候補車両
鉄道友の会ブルーリボン賞・ローレル賞選考委員会が候補車両とした62車種。太字がブルーリボン賞、斜体がローレル賞選定車両。
| 会社名             | 車両形式 |
| ------------------ | --- |
| 北海道旅客鉄道     | 721系電車 キシ80形500番台気動車 キハ130形気動車 キハ183系5000番台気動車「ニセコエクスプレス」 キハ400形・キハ480形気動車 オロハネ25形550番台客車 スハネ25形500番台客車 ED79形電気機関車 |
| 札幌市交通局       | 7000形電車 |
| 青函トンネル記念館 | セイカン1形客車 |
| 秋田内陸縦貫鉄道   | AN-8800形気動車 |
| 阿武隈急行         | 8100系電車 |
| 山形鉄道           | YR-880形気動車 |
| 真岡鐵道           | モオカ63形気動車 |
| 千葉都市モノレール | 1000形電車 |
| いすみ鉄道         | いすみ100型気動車 |
| 東日本旅客鉄道     | 107系電車 キハ28形・キハ58形気動車「エーデルワイス」 オロハネ25形500番台客車 オハ25形500番台客車 |
| 日本貨物鉄道       | チキ900形貨車 コキ100系貨車 |
| 東武鉄道           | 10080系電車 20000系電車 |
| 西武鉄道           | 4000系電車 |
| 小田急電鉄         | 1000形電車 |
| 東京急行電鉄       | 1000系電車 |
| 帝都高速度交通営団 | 02系電車 03系電車 05系電車 |
| 湘南モノレール     | 500形電車 |
| 愛知環状鉄道       | 100系電車 |
| 東海旅客鉄道       | 148形新幹線電車 クロ381形10番台電車 キロ82系700・800番台気動車「リゾートライナー」 |
| 名古屋鉄道         | 1000系電車 |
| 黒部峡谷鉄道       | ボハ2500形客車 |
| のと鉄道           | NT100形気動車 NT800形気動車 |
| 宮福鉄道           | MF100・200形気動車 |
| 西日本旅客鉄道     | クモハ84形電車 クモロ211形・モロ211形・クロ212形電車「スーパーサルーン『ゆめじ』」 12系700番台客車（SLやまぐち用レトロ客車） キハ33形気動車 キロ59形550番台・キロ29形550番台気動車「リゾートサルーン・フェスタ」 キロ65形550番台・キロ29形550番台気動車「ゴールデンエクスプレスアストル」 キハ65形600番台気動車「エーデル丹後」 |
| 近畿日本鉄道       | 5200系電車 21000系電車 |
| 神戸市交通局       | 2000形電車 |
| 北神急行電鉄       | 7000系電車 |
| 下津井電鉄         | 2000系電車 |
| 土佐くろしお鉄道   | TKT-8000形気動車 |
| 九州旅客鉄道       | 783系電車 キハ58形・キハ28形7000番台気動車「アクアエクスプレス」 キハ58形・キハ28形7000番台気動車「ジョイフルトレイン長崎」 キハ58形・キハ28形8000番台気動車「ふれあいGO」 キハ183系気動車「オランダ村特急」 50系700番台客車「あそBOY」                                                                                         |
| 筑豊電気鉄道       | 3000形電車 |
| 松浦鉄道           | MR-100形気動車・MR-200形気動車・MR300形気動車 |
| 熊本市交通局       | 8800形電車 |